# Digital Mars
Digital Mars — невелика американська компанія, якою володіє Волтер Брайт. Компанія розробляє однойменні транслятори для різних мов і платформ.

## Продукти
- Digital Mars D compiler — компілятор мови D для платформ Microsoft Windows, Linux, Mac OS X і FreeBSD.
- Digital Mars C/C++ compiler — компілятор мов C і C++ для Windows, здатний також створювати програми для DOS. У різний час був відомий під іншими іменами, такими як Datalight C compiler, Zorland C, Zortech C, Zortech C++, Symantec C++ (в хронологічному порядку).
- DMDScript — реалізація мови сценаріїв ECMAScript.